# Gemma Sin
Gemma Sin (Barcelona 1956-2010). Pintora, dibuixant i autora de petites escultures i objectes amb materials diversos com ara el metacrilat, el cartró, el paper i altres.

## Biografia
Va estudiar a EINA, Centre Universitari de Disseny i Art de Barcelona. Les seves primeres obres ja representaven un trencament amb molts estereotips dominants i va fer una sèrie de pintures de coets i astronautes. La seva creativa projecció la va situar en el Grup de Vanguardia de l'Art Contemporani espanyol dels anys vuitanta.
Va experimentar amb diferents formats de pintura, així com amb materials diversos. Anticipant-se a les tendències posteriors, utilitzà nous mitjans i tècniques expressives com l'ordinador per crear nous llenguatges. De fet va evolucionar cap a la poesia i l'artesania del llibre, abandonant la pintura.
Aquesta evolució pot semblar estranya, però cal dir que era una dona interessada en moltes coses: va estudiar a fons el funcionament de la percepció i de la ment, al costat d'altres disciplines molt diverses, com la física quàntica, les matemàtiques, la geometria, les ciències i la saviesa en general. El seu interès per el coneixement era insaciable. D'aquí la seva derivació cap a l'escriptura i els objectes que la sustenten.
Des de la meitat dels anys vuitanta va viure al barri del Raval de Barcelona i es va relacionar amb altres artistes de l'època. El que no li agradava era el mercantilisme que anava creixent molt entorn de l'art.

## Exposicions
Gemma Sin va participar en el primer ARCO i va fer una vintena d'exposicions individuals i col·lectives.
De 1980 a 1984 va exposar a Barcelona (Galería Ciento, Obra Cultural de la Caixa, Fundació Miró), Madrid (Arco 1982, Galería Buades, Museo del Arte Contemporáneo), Londres (Fulham Studies), Estocolm, Malmö, Oslo… 
Després s'han exposat obres seves al MACBA i a la Fundació Suñol, entre d'altres.
Se li han fet dos homenatges postmortem:  el 2010 a Barcelona "Sin Gemma Sin”, i el 2018 també a Cretas (Terol).